# Comuna Strâmtura, Maramureș
Strâmtura (în maghiară: Szurdok) este o comună în județul Maramureș, Transilvania, România, formată din satele Glod, Slătioara și Strâmtura (reședința).

## Demografie
Componența etnică a comunei Strâmtura
     Români (96,07%)
     Alte etnii (3,93%)
Componența confesională a comunei Strâmtura
     Ortodocși (80,67%)
     Greco-catolici (8,11%)
     Martori ai lui Iehova (2,64%)
     Penticostali (2,58%)
     Adventiști (1,29%)
     Alte religii (0,77%)
     Necunoscută (3,93%)
Conform recensământului efectuat în 2021, populația comunei Strâmtura se ridică la 3.254 de locuitori, în scădere față de recensământul anterior din 2011, când fuseseră înregistrați 3.652 de locuitori. Majoritatea locuitorilor sunt români (96,07%). Din punct de vedere confesional, majoritatea locuitorilor sunt ortodocși (80,67%), cu minorități de greco-catolici (8,11%), martori ai lui Iehova (2,64%), penticostali (2,58%) și adventiști (1,29%), iar pentru 3,93% nu se cunoaște apartenența confesională.

## Politică și administrație
Comuna Strâmtura este administrată de un primar și un consiliu local compus din 13 consilieri. Primarul, Ioan Pasere[*], de la Partidul Național Liberal, este în funcție din 2000. Începând cu alegerile locale din 2024, consiliul local are următoarea componență pe partide politice:
|  | Partid                          | Consilieri | Componența Consiliului | Componența Consiliului | Componența Consiliului | Componența Consiliului | Componența Consiliului | Componența Consiliului | Componența Consiliului | Componența Consiliului |
|  | ------------------------------- | ---------- | ---------------------- | ---------------------- | ---------------------- | ---------------------- | ---------------------- | ---------------------- | ---------------------- | ---------------------- |
|  | Partidul Național Liberal       | 8          |                        |                        |                        |                        |                        |                        |                        |                        |
|  | Uniunea Salvați România         | 2          |                        |                        |                        |                        |                        |                        |                        |                        |
|  | Partidul Social Democrat        | 2          |                        |                        |                        |                        |                        |                        |                        |                        |
|  | Alianța pentru Unirea Românilor | 1          |                        |                        |                        |                        |                        |                        |                        |                        |